# Los dos tigres
Los dos tigres (italiano: Le due tigri) es una novela de aventuras del escritor italiano Emilio Salgari. Fue publicada en 1904.

## Trama
India, 1857. Sandokán, Yáñez y los Tigres de Mompracem llegan para ayudar a Tremal-Naik a quien la secta de los Thugs ha secuestrado a su hijita Darma. Junto a él, los Tigres se internaran en el delta pantanoso del Ganges, listos para acabar con la terrible secta de los estranguladores, rescatar a la niña y eliminar a su jefe, Suyodhana. Durante la aventura, Yáñez conocerá a la que será el amor de su vida: la devadasi Surama.

## Títulos alternativos en español
- La editorial Gahe, de Madrid, en su colección «Salgari», la publicó en dos tomos: Los estranguladores y Los dos rivales.
- La editorial Acme, de Buenos Aires, la publicó en un solo volumen: Los dos tigres.

- Datos: Q1149750